# Iglesia de Santo Domingo (Tunja)
La Iglesia de Santo Domingo es un templo situado en el centro histórico de la ciudad de Tunja en Colombia, construido en 1560.

## Detalles artísticos
Su talla colonial, mezcla de elementos barrocos y mudéjares, llena muros, cubiertas y arcos que dan respuesta a la febril imaginación de sus autores.
Está compuesto de tres naves, la nave central y las naves de la Epístola y el Evangelio son el resultado de la unión de las antiguas capillas laterales. Dentro de la decoración se encuentran pinturas murales al temple del siglo XVI(16). En la fachada encontramos vestigios de la época del Nuevo Reino de Granada, las pinturas del templo son murales del siglo XVI. El diseño del templo principal está elaborado en madera fueron tallados a mano por los esclavos y artesanos, las decoraciones tienen baño de oro su simbología es el esquema ornamental de los mestizos. El retablo en madera tallada y dorada está compuesto por tres cuerpos y tres calles con columnas triples como soportes, en cuyas hornacinas y bajorrelieves se encuentran escenas de la vida de Santo Domingo. En enero de 1690, se contrató a Pablo de la Rota, carpintero y tallador para la ejecución de los tres altares ubicados bajo el retablo principal.
El actual arco toral hojillado en oro. En la parte superior se encuentra un óleo de Santo Eccehomo que data del siglo XVIII

## Capilla del Rosario
La capilla contiene bajorrelieves en madera y yeso y representan los quince Misterios del Rosario, del escultor Lorenzo de Lugo. Las soluciones espaciales de la capilla son de tipo hispano-árabe.
La Capilla del Rosario es una de las capillas más importantes de América, denominada la Capilla Sixtina de América; se puede observar sus columnas y detalles en fondos rojos adornados con laminillas de oro.
Es la obra cumbre del arte barroco latinoamericano, llamada también “La Sixtina de América en barroco” por la magnificencia y riqueza de su revestimiento y donde el estilo adquiere toda la brillantez y expresión de los cultores y artistas del barroquismo neogranadino. En sus relieves, surge con una fuerza incontenible toda la fluidez del mestizaje artístico que no se detiene en lo evidente, sino que por el contrario, se preocupa por plasmar el sentimiento de los propios en su elaboración.